# Ormosia minor
Ormosia minor är en ärtväxtart som beskrevs av Julius Rudolph Theodor Vogel. Ormosia minor ingår i släktet Ormosia och familjen ärtväxter. Inga underarter finns listade i Catalogue of Life.